# Route nationale 162bis
Pour les articles homonymes, voir Route nationale 162 (homonymie).
La route nationale 162bis ou RN 162bis était une route nationale française reliant Moulay à Saint-Loup-du-Dorat, dans la Mayenne. À la suite de la réforme de 1972, elle a été déclassée en RD 24.

## Ancien tracé de Moulay à Saint-Loup-du-Dorat (D 24)
- Moulay (km 0)
- Commer (km 3)
- Montsûrs (km 15)
- La Chapelle-Rainsouin (km 20)
- Vaiges (km 27)
- Chémeré-le-Roi (km 35)
- Ballée (km 40)
- Saint-Loup-du-Dorat (km 45)